# Братські могили радянських військовополонених на кладовищі «Грабник» (Рівне)
Пам'ятник встановлено у 1967 році за рішенням міської ради № 67 від 26 травня 1966 року на кладовищі "Грабник". 

## Історичні відомості
В перші місяці Великої Вітчизняної війни частини Червоної Армії відходили з важкими боями. В роки нацистської окупації на території міста Рівне німцями були організовані табори для утримання радянських військовополонених. Небагатьом вдалося покинути ті місця і вирватися на волю. Декого вивезено до Житомирського табору смерті, а біля 19 тисяч радянських військовополонених гітлерівці розстріляли на кладовищі "Грабник" у Рівному у 1942 році. 

## Опис об'єкта
На площі 100 м х 25 м знаходиться 18 братських могил. В центрі, на чотирикутному постаменті, розміщена скульптура воїна у плащі-палатці на повний зріст з похиленою у скорботі головою, який у правій руці тримає лавровий вінок, символ пам'яті про загиблих та у лівій руці - каску. На гранітній плиті висічено напис: 
```
                                                 '
"В цих безіменних могилах

                                                  поховано 19 тисяч
                                                  радянських військовополонених, замордованих 
                                                  фашистськими катами в 1942 році.
                                                  Вічна слава тим, хто
                                                  віддав своє життя в ім'я
                                                  перемоги і нашого щастя!"'
```

Біля підніжжя пам'ятника встановлені дві меморіальні плити.

## Зміни та реконструкція
До 40-річчя Перемоги радянського народу у Великій Вітчизняній війні 1941-1945 рр. над ворогом було проведено реконструкцію братських могил силами студентів теперішнього Національного університету водного господарства та природокористування у 1985 році. 